# Manic Street Preachers
Manic Street Preachers – walijski zespół rockowy założony w Blackwood w 1986 roku. Początkowo funkcjonował jako kwartet, a po zaginięciu w 1995 roku Richey Edwardsa jako trio.
Grupa znana jest ze swoich socjalistycznych poglądów. W 2001 roku Manic Street Preachers jako jeden z pierwszych zespołów rockowych koncertowała na Kubie. Muzycy dali koncert dla 5 tysięcy osób w Teatrze Karola Marksa w Hawanie oraz spotkali się z Fidelem Castro.

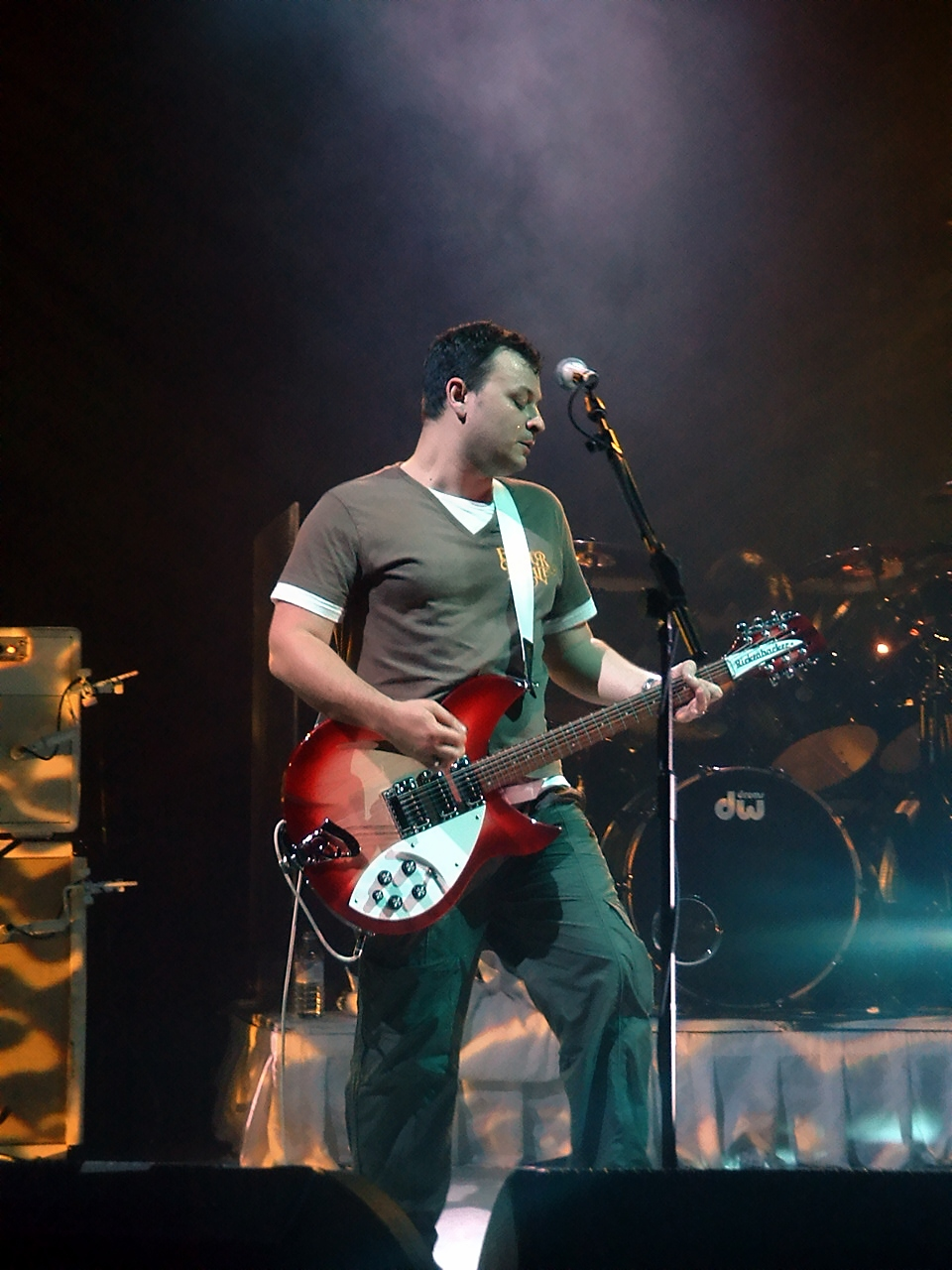
Manic Street Preachers, koncert w Londynie (2005)

## Historia
W 1986 roku James Dean Bradfield, Sean Moore, Miles Woodward oraz Nicky Wire założyli zespół pod nazwą Betty Blue. W dwa lata później grupę opuścił Woodward, a jego miejsce zajął Richey James Edwards. Już jako Manic Street Preachers grupa wydała w 1989 roku swój pierwszy singiel Suicide Alley, dzięki któremu podpisali kontrakt z wytwórnią Damaged Goods Records oraz EP-kę New Art Riot. W 1991 roku przeszli do Heavenly Records i nagrali singel Motown Junk. W styczniu 1992 roku muzycy nagrali piosenkę You Love Us, która dotarła do 16 miejsca brytyjskiej listy przebojów. Krótko po tym związali się z wytwórnią Columbia Records i rozpoczęli pracę nad debiutancką płytą.
Płyta Generation Terrorists wydana w 1992 roku utrzymana była w stylistyce glam rocka. Zawierała 18 utworów i była promowana przez 6 singli. Album osiągnął sprzedaż 250 tysięcy kopii. Drugi album z 1993 roku Gold Against the Soul osiągnął 8 miejsce na brytyjskiej liście sprzedaży płyt. Recenzenci określili album jako "grunge'owy".
Następny album The Holy Bible z 1994 roku, stał się rozliczeniem ze zbrodniczą historią XX wieku w wymiarze cywilizacyjnym (piosenki Archives of Pain, The Intense Humming of Evil) zarówno jak i indywidualnym rozliczeniem z chorobami cywilizacyjnymi (4st 7lb, traktująca o anoreksji jednego z członków grupy Richarda Edwardsa). Promując The Holy Bible zespół wystąpił w wojskowym rynsztunku w programie Top of the Pops, a Bradfield wystąpił w programie w kominiarce. Widzowie odebrali to jako symbol poparcia dla Irlandzkiej Armii Republikańskiej, a sama BBC otrzymała najwięcej skarg telewidzów w historii.
1 lutego 1995 roku zaginął Richey James Edwards. Wymeldował się z hotelu Embasy na Bayswater Road w Londynie i zniknął bez śladu. 17 lutego znaleziono jego porzucony samochód w pobliżu Severn Bridge. Zespół zawiesił działalność na pół roku, lecz po namowach rodziny Edwardsa wznowili działalność.
Pierwszy album bez Edwardsa wydany w 1996 roku Everything Must Go osiągnął w Wielkiej Brytanii status podwójnej platyny i został w 1998 roku uznany jedenastą najlepszą płytą wszech czasów przez czytelników magazynu Q. Singiel z tej płyty, A Design For Life dotarł do drugiego miejsca na brytyjskiej liście przebojów, a płyta przyniosła muzykom nagrodę Mercury Prize. Zespół został w 1997 roku nagrodzony dwoma nagrodami Brit Awards za najlepszy album i najlepszego zespołu. Również kolejny album This Is My Truth Tell Me Yours okazał się sukcesem (nagroda Brit Awards 1999), a singiel If You Tolerate This Your Children Will Be Next znalazł się na pierwszym miejscu listy przebojów.
W 2001 roku muzycy dali koncert na Kubie i  spotkali się z Fidelem Castro. W tym samym roku wydali płytę Know Your Enemy. Nad kolejnym krążkiem muzycy pracowali przez 3 lata, Lifeblood został wydany w listopadzie 2004 roku i dotarł do 13 miejsca listy sprzedaży. Ósmy album Send Away the Tigers został wydany 7 maja 2007 roku i dotarł do 2 miejsca najlepszych albumów w Wielkiej Brytanii. Album promował singiel Your Love Alone Is Not Enough, nagrane z wokalistką The Cardigans Niną Persson. Płyta w zestawieniu 50 najlepszych albumów roku 2007 według magazynu "Q", znalazła się na 16 pozycji.
Kolejne dwa albumy grupy Journal for Plague Lovers oraz Postcards from a Young Man zostały wydane w latach 2009 oraz 2010. Journal for Plague Lovers została uznana przez krytyków dziennika The Guardian za 11 najlepszą płytę 2009 roku. Postcards from a Young Man została bardzo pozytywnie przyjęta przez krytyków i osiągnęła 3 miejsce na liście sprzedaży płyt w Wielkiej Brytanii.
W 2013 wydali album Rewind The Film a w 2014 Futurology. Pozytywny odbiór krytyki potwierdza wysoka średnia ocen na portalu Metacritic – w przypadku Rewind The Film to 80/100 pkt, zaś Futorology uzyskało średnią 83/100 pkt. 

## Skład
- James Dean Bradfield – śpiew, gitara prowadząca, gitara rytmiczna, pianino, instrumenty klawiszowe (od 1986)
- Nicky Wire – gitara basowa, teksty, pianino, śpiew, wokal wspierający (od 1986), gitara rytmiczna (1986–1988)
- Sean Moore – perkusja, trąbka, wokal wspierający (od 1986)

- Miles "Flicker" Woodward – gitara basowa (1986–1988)
- Richey James Edwards – gitara rytmiczna, wokal wspierający (1989–1995)

## Muzycy koncertowi
- Wayne Murray – gitara rytmiczna, wokal wspierający (od 2006)
- Dave Eringa – instrumenty klawiszowe (1993–1994)
- Nick Nasmyth – instrumenty klawiszowe (1995–2005)
- Greg Haver – gitara rytmiczna, perkusja (2002–2003)
- Anna Celmore – pianino (2002–2003)
- Guy Massey – gitara rytmiczna (2004–2005)
- Sean Read – pianino, instrumenty klawiszowe, perkusja, saksofon (2006–2012)

## Dyskografia

### Albumy studyjne
- Generation Terrorists (1992)
- Gold Against the Soul (1993)
- The Holy Bible (1994)
- Everything Must Go (1996)
- This Is My Truth Tell Me Yours (1998)
- Know Your Enemy (2001)
- Lifeblood  (2004)
- Send Away the Tigers (2007)
- Journal for Plague Lovers (2009)
- Postcards from a Young Man (2010)
- Rewind the Film (2013)
- Futurology (2014)
- Resistance Is Futile (2018)
- The Ultra Vivid Lament (2021)
- Critical Thinking (2025)

### Kompilacje i reedycje
- Forever Delayed: The Greatest Hits (2002)
- Lipstick Traces: A Secret History of Manic Street Preachers (2003)
- The Holy Bible (wersja zremasterowana) (2004)
- Everything Must Go (wersja zremasterowana) (2006)
- National Treasures: The Complete Singles (2011)
- Generation Terrorists (wersja zremasterowana) (2012)

## Koncerty w Polsce
- 25 kwietnia 2008 na gali Eska Music Award w Łodzi[11]
- 21 czerwca 2008 na Allegro Muzyka w Poznaniu[12]
- 25 czerwca 2009 na Szczecin Rock Festival[13]